# Législature d'État de New York
| |  |  |
| Les hémicycles de l'Assemblée et du Sénat de l'État de New York, vus en 1913 et 2020, respectivement. |  |  |

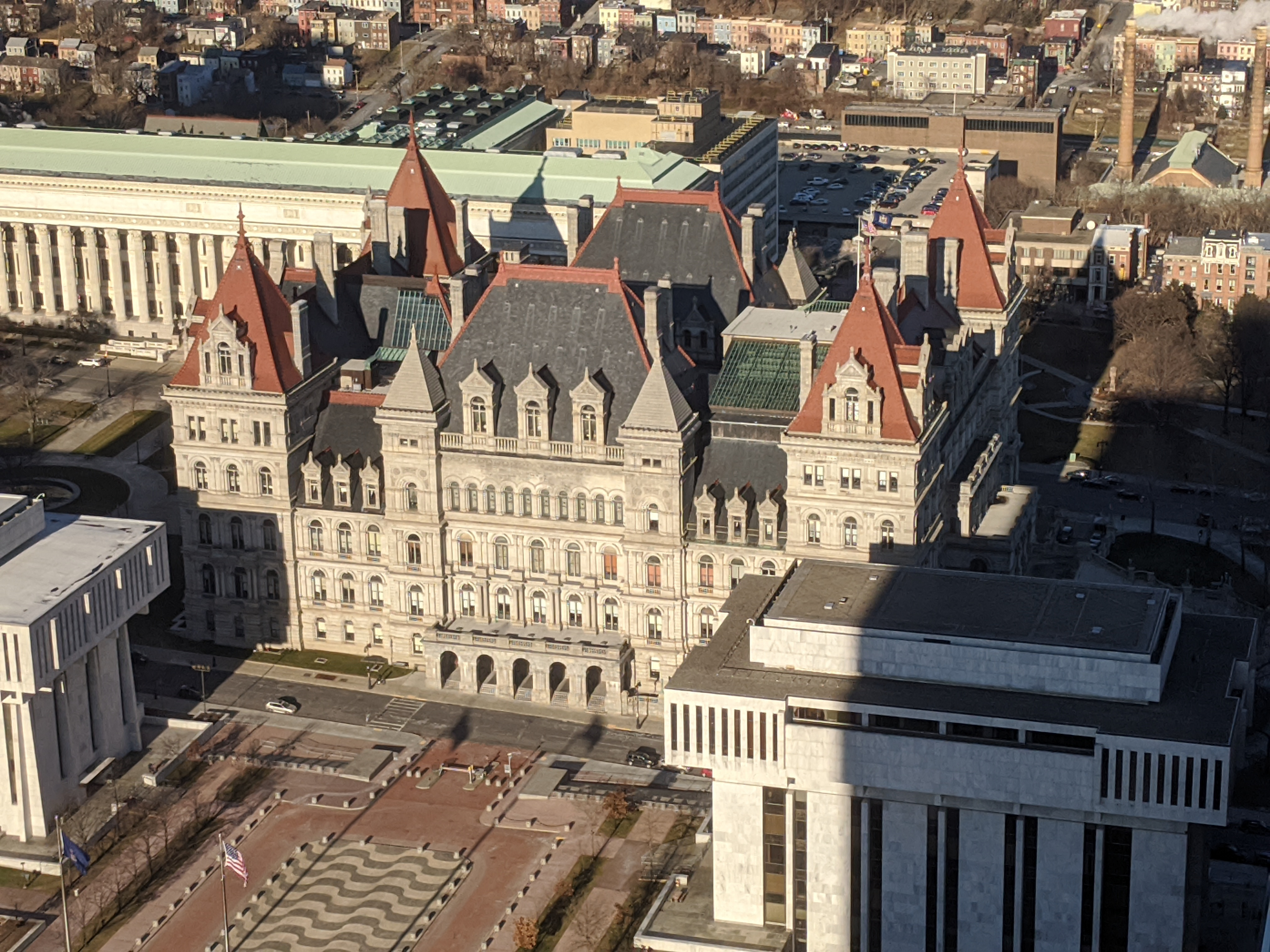
L'Albany Capitol, siège de la législature d'État de New York, vu depuis l'Erastus Corning Tower.

La législature d'État de New York  (en anglais : New York State Legislature) est le corps législatif de l'État américain de New York. À l'instar de la quasi-totalité des autres États, elle constitue une législature bicamérale composée d'une chambre basse — l'Assemblée de l'État de New York — et d'une chambre haute — le Sénat de l'État de New York. Elle siège au capitole de l'État à Albany.

## Système d'élection
Les élections législatives et sénatoriales de l'État se tiennent chaque année paire le premier mardi suivant le premier lundi de novembre, l'Election Day. L'État de New York est le premier à fixer ce jour, adopté ensuite au niveau fédéral. Les deux chambres sont alors renouvelées dans leur intégralité, le mandat des membres de l'Assemblée et du Sénat étant de 2 ans.
Pour pouvoir se présenter, il faut être citoyen des États-Unis, résider dans l'État de New York depuis au moins cinq ans et dans son district de candidature depuis au moins un an.
L'Assemblée est constituée de 150 membres, chacun élu au suffrage majoritaire uninominal à un tour sur un district (équivalent d'une circonscription électorale). Le nombre de sénateurs peut lui varier, selon la constitution de l'État. Le nombre actuel (depuis 2012) est de 63 sénateurs. Les districts d'élection des sénateurs sont deux à trois fois plus peuplés que les districts d'élection des membres de l'Assemblée.
À la suite des élections de 2022 renouvelant intégralement la législature d'État (ainsi que le mandat de 4 ans du gouverneur de l'État de New York), le Parti démocrate contrôle les deux chambres :
- 102 élus sur les 150 sièges à l'Assemblée de l'État de New York ;
- 42 élus sur les 63 sièges au Sénat de l'État de New York.

Si le Sénat est considéré jusqu'en 2018 comme un bastion du Parti républicain, il faut remonter à 1974 pour constater une majorité républicaine à l'Assemblée.